# COROT-20c
CoRoT-20c — екзопланета, знайдена наземним телескопом HARPS для пошуку радіальної швидкості. 
Це коричневий карликовий зоряний супутник, що обертається навколо зірки G2V з Te = 5880K, M = 1.14 M☉, R = 0.92 R☉ і над-сонячної металічності. Це молода планета, з оціночним віком від 0.06 до 0.14 Gyr. 